# Was Ist Das?
A Was Ist Das? az olasz eurodance énekes, Mo-Do debütáló és egyetlen stúdióalbuma, 1995-ben jelent meg. Tartalmazza a slágerlistás Eins, Zwei, Polizei című kislemezt, valamint más népszerű számokat, mint például a Gema tanzen, a Super Gut és a Liebes Tango. Az album jellegzetes eurodance hangzásáról ismert, fülbemászó német frázisokkal és moll dallamokkal. 
A Metronome Records gondozásában megjelent album eurodance-számok gyűjteménye, amelyekben erősen jelen vannak a német nyelvű kifejezések, amelyeket a hallgatók gyakran játékosan elferdítenek. Az album hangzását a moll hangnemben játszódó dallamok, a lendületes ütemek és a jellegzetes német ének jellemzi. 
A Was Ist Das? a következőket tartalmazza: 
- „Eins, Zwei, Polizei”: Az album leghíresebb dala, egy energikus eurodance himnusz, amely nemzetközi elismerést szerzett Mo-Do-nak.
- "Gema Tanzen": Egy másik népszerű szám, amely hasonló stílusáról és fülbemászó refrénjéről ismert.
- „Super Gut”: Egy szám, ami folytatja az album eurodance formuláját, a német dalszövegekre és a lendületes ütemekre összpontosítva.
- „Liebes Tango”: Egy szám, amely angol dalszöveget is tartalmaz, miközben megőrzi az album eurodance hangzását.
- „Halo”: Egy szám, ami egy stadionhangzásvilágba merül, emlékeztetve a későbbi Scooter-számokra.
- „Für Dich, My Love”: Az album balladája, lassabb tempóval és angol dalszöveggel.
- „Hamlet” és „Das Konzert”: Olyan számok, amelyek egy „művészibb” vagy kísérletibb hangzásvilágra tesznek kísérletet.

### Számlista
1. "Eins, Zwei, Polizei" (5'12)
2. "Hamlet" (4'12)
3. "Gema tanzen" (4'15)
4. "Liebes Tango" (4'12)
5. "Für dich, My Love" (4'54)
6. "Hallo, Mo-Do" (5'06)
7. "Super Gut" (5'54)
8. "Das Konzert" (4'52)
9. "Eins, Zwei, Polizei (Reprise)" (2'00)
10. "Super Gut (Remix)" (5'05)
11. "Eins, Zwei, Polizei (Remix)" (7'26)

### LP-i kiadás
- A1 "Eins, Zwei, Polizei"
- A2 "Gema tanzen"
- A3 "Hallo, Mo-Do"
- A4 "Eins, Zwei, Polizei (Remix)"
- A5 "Super Gut"
- B1 "Hamlet"
- B2 "Liebes Tango"
- B3 "Das Konzert"
- B4 "Gema tanzen (Radio Edit)"
- B5 "Super Gut (Remix)"
- B6 "Eins, Zwei, Polizei (Reprise)"
- B7 "Für dich, My Love"